# Omar González
Omar Alejandro González (ur. 11 października 1988 w Dallas) – amerykański piłkarz pochodzenia meksykańskiego występujący na pozycji środkowego obrońcy, reprezentant Stanów Zjednoczonych, od 2025 zawodnik Chicago Fire.

## Kariera klubowa
Gonzalez, syn meksykańskich imigrantów, pochodzi z miasta Dallas w stanie Teksas. Uczęszczał do tamtejszej Skyline High School, równocześnie występując w amatorskiej drużynie Dallas Texans SC, w którego barwach w 2005 roku został wybrany do USYSA All-American. Za sprawą udanych występów został objęty przez krajową federację planem Residency Program i przez kilka miesięcy terminował w związkowej akademii piłkarskiej IMG Soccer Academy w Bradenton na Florydzie. W późniejszym czasie studiował na University of Maryland, gdzie grał w uczelnianym zespole piłkarskim Maryland Terrapins. Spędził tam trzy lata, będąc czołowym zawodnikiem rozgrywek uniwersyteckich – w 2007 roku został mianowany ACC Defensive Player of Year, zaś w 2008 roku triumfował z Terrapins (mających w składzie graczy takich jak A.J. DeLaGarza, Maurice Edu czy Graham Zusi) w krajowych mistrzostwach uniwersyteckich (NCAA Division I Men's Soccer Championship) i znalazł się w najlepszej jedenastce sezonu (All-American First Team).
Wiosną 2009 Gonzalez został wybrany w MLS SuperDraft (z trzeciego miejsca) przez klub Los Angeles Galaxy, podpisując z nim profesjonalny kontrakt. W Major League Soccer zadebiutował 22 marca 2009 w zremisowanym 2:2 spotkaniu z D.C. United, od razu zostając kluczowym zawodnikiem formacji defensywnej. Premierowego gola w najwyższej klasie rozgrywkowej strzelił 4 kwietnia tego samego roku w przegranej 2:3 konfrontacji z Colorado Rapids. Już w swoim debiutanckim sezonie 2009 zajął pierwsze miejsce w rozgrywkach konferencji zachodniej i dotarł do finału MLS Cup (wicemistrzostwo MLS), a sam został wybrany odkryciem sezonu (MLS Rookie of the Year). W sezonie 2010 powtórzył sukces sprzed roku i uplasował się z Galaxy na pierwszej lokacie w konferencji, zaś w sezonie 2011 po raz trzeci z rzędu zanotował to osiągnięcia, a także wywalczył z ekipą prowadzoną przez Bruce'a Arenę trofeum MLS Cup (mistrzostwo MLS). Stworzył wówczas duet stoperów z A.J. DeLaGarzą i został wybrany najlepszym obrońcą ligi (MLS Defender of the Year). Dwukrotnie (2010, 2011) zdobył z Galaxy Supporters' Shield.
W styczniu 2012 Gonzalez został wypożyczony do niemieckiego 1. FC Nürnberg; tam już na pierwszym treningu niefortunnie zerwał jednak więzadło krzyżowe, wobec czego musiał pauzować przez pół roku, a jego wypożyczenie zostało skrócone po miesiącu. Po rekonwalescencji, w sezonie 2012, jako kluczowy piłkarz Galaxy zdobył z nią drugie z rzędu mistrzostwo MLS, zostając także wybranym najlepszym piłkarzem meczu finałowego. W sierpniu 2013 podpisał nowy, opiewający na półtora miliona dolarów kontrakt z klubem, dzięki któremu został pierwszym środkowym obrońcą w historii ligi zatrudnionym na umowie dla desygnowanego gracza. W sezonie 2014, trzeci raz wywalczył z ekipą Bruce'a Areny tytuł mistrza MLS, zaś ogółem barwy Galaxy reprezentował przez siedem lat. Dla tego klubu we wszystkich rozgrywkach zanotował 223 występy, w których strzelił 17 goli, trzykrotnie (2010, 2011, 2013) był wybierany najlepszym defensywnym zawodnikiem drużyny. Jest uznawany za jednego z najbardziej zasłużonych piłkarzy w historii Galaxy.
Wiosną 2016 Gonzalez przeszedł do meksykańskiego zespołu CF Pachuca. W tamtejszej Liga MX zadebiutował 8 stycznia 2016 w zremisowanym 1:1 meczu z Tijuaną, z miejsca zostając podstawowym stoperem ekipy, a pierwszą bramkę w lidze meksykańskiej strzelił 7 lutego tego samego roku w zremisowanym 1:1 pojedynku z Pumas UNAM. Już w swoim debiutanckim, wiosennym sezonie Clausura 2016 zdobył z drużyną prowadzoną przez Diego Alonso tytuł mistrza Meksyku, tworząc pewny duet środkowych obrońców z Oscarem Murillo. W tym samym roku zajął również drugie miejsce w krajowym superpucharze – Campeón de Campeones.

## Kariera reprezentacyjna
W kwietniu 2005 Gonzalez został powołany przez szkoleniowca Johna Hackwortha do reprezentacji Stanów Zjednoczonych U-17 na Mistrzostwa Ameryki Północnej U-17. Na kostarykańskich boiskach rozegrał wszystkie trzy spotkania (z czego jedno w wyjściowym składzie) i strzelił gola w konfrontacji z Kostaryką (2:1), natomiast jego drużyna zajęła wówczas pierwsze miejsce w grupie. Cztery miesiące później znalazł się w składzie na Mistrzostwa Świata U-17 w Peru, gdzie z kolei wystąpił w dwóch z czterech możliwych meczów (w obydwóch w pierwszej jedenastce), a Amerykanie odpadli z juniorskiego mundialu w ćwierćfinale, ulegając w nim Holandii (0:2).
W lipcu 2007 Gonzalez jako zawodnik reprezentacji Stanów Zjednoczonych U-23 prowadzonej przez Boba Jenkinsa wziął udział w Igrzyskach Panamerykańskich w Rio de Janeiro. Tam miał niepodważalne miejsce w składzie i rozegrał wszystkie trzy mecze w pełnym wymiarze czasowym, strzelając dwie bramki w konfrontacji z Boliwią (2:4), jednak wraz ze swoją ekipą odpadł z męskiego turnieju piłkarskiego już w fazie grupowej.
Dysponujący podwójnym obywatelstwem Gonzalez zdecydował się na występy w seniorskiej reprezentacji Stanów Zjednoczonych, w której zadebiutował za kadencji selekcjonera Boba Bradleya, 10 sierpnia 2010 w przegranym 0:2 meczu towarzyskim z Brazylią. Trzy lata później został powołany przez Jürgena Klinsmanna na Złoty Puchar CONCACAF, kiedy to dołączył do zespołu w trakcie turnieju (po zakończeniu fazy grupowej) zastępując w składzie Coreya Ashe. Pozostawał jednak wyłącznie rezerwowym drużyny i pojawił się na boisku tylko w końcówce finałowego spotkania z Panamą (1:0), po którym Amerykanie triumfowali w rozgrywkach. W późniejszym czasie był jednym z ważniejszych graczy kadry podczas eliminacji do Mistrzostw Świata 2014, podczas których rozegrał osiem z szesnastu możliwych spotkań. W 2014 roku został powołany na Mistrzostwa Świata w Brazylii, gdzie zanotował trzy z czterech możliwych meczów – po wejściu z ławki w fazie grupowej z Portugalią (2:2), a następnie od początku w duecie stoperów z Mattem Beslerem w grupie z Niemcami (0:1) oraz w 1/8 finału z Belgią (1:2 pd), po którym podopieczni Klinsmanna odpadli z mundialu.
W 2015 roku Gonzalez znalazł się w składzie na kolejny Złoty Puchar CONCACAF. Tym razem wystąpił w trzech z sześciu meczów (we wszystkich w wyjściowej jedenastce), 18 lipca w wygranym 6:0 ćwierćfinale z Kubą strzelając swoją premierową bramkę w pierwszej reprezentacji. Mimo to jego kadra spisała się gorzej niż przed dwoma laty – w półfinale uległa Jamajce (1:2) i zajęła ostatecznie czwarte miejsce na Złotym Pucharze.

## Statystyki kariery

### Klubowe
| LA Galaxy         | 2009              | Stany Zjednoczone | MLS     | 34  | 1  | — | —   | —   | —  | —   | 34  | 1  |
| LA Galaxy         | 2010              | Stany Zjednoczone | MLS     | 31  | 3  | 1 | 0   | LMC | 1  | 0   | 33  | 3  |
| LA Galaxy         | 2011              | Stany Zjednoczone | MLS     | 33  | 2  | 1 | 1   | LMC | 6  | 1   | 40  | 4  |
| LA Galaxy         | 2012              | Stany Zjednoczone | MLS     | 20  | 2  | — | —   | LMC | 5  | 1   | 25  | 3  |
| LA Galaxy         | 2013              | Stany Zjednoczone | MLS     | 29  | 1  | — | —   | LMC | 3  | 0   | 32  | 1  |
| LA Galaxy         | 2014              | Stany Zjednoczone | MLS     | 27  | 4  | — | —   | —   | —  | —   | 27  | 4  |
| LA Galaxy         | 2015              | Stany Zjednoczone | MLS     | 31  | 1  | 1 | 0   | —   | —  | —   | 32  | 1  |
| Pachuca           | 2015–2016         | Meksyk            | Liga MX | 22  | 1  | — | —   | —   | —  | —   | 22  | 1  |
| Pachuca           | 2016–2017         | Meksyk            | Liga MX | 0   | 0  | — | —   | LMC | 0  | 0   | 0   | 0  |
| Ogółem            |                   |                   |         |     |    |   |     |     |    |     |     |    |
| Stany Zjednoczone | Stany Zjednoczone | Stany Zjednoczone | 205     | 14  | 3  | 1 | LMC | 15  | 2  | 223 | 17  |    |
| Meksyk            | Meksyk            | Meksyk            | 22      | 1   | —  | — | LMC | 0   | 0  | 22  | 1   |    |
| Ogółem            | Ogółem            | Ogółem            | Ogółem  | 227 | 15 | 3 | 1   | LMC | 15 | 2   | 245 | 18 |

- LMC – Liga Mistrzów CONCACAF

### Reprezentacyjne
| USA    | Stany Zjednoczone | 2010   | 1  | 0 | —  | — | —       | — | — | 1  | 0 |
| USA    | Stany Zjednoczone | 2011   | 1  | 0 | —  | — | —       | — | — | 1  | 0 |
| USA    | Stany Zjednoczone | 2012   | —  | — | —  | — | —       | — | — | 0  | 0 |
| USA    | Stany Zjednoczone | 2013   | 5  | 0 | 8  | 0 | ZP      | 1 | 0 | 14 | 0 |
| USA    | Stany Zjednoczone | 2014   | 5  | 0 | —  | — | MŚ      | 3 | 0 | 8  | 0 |
| USA    | Stany Zjednoczone | 2015   | 3  | 0 | —  | — | ZP      | 3 | 1 | 6  | 1 |
| USA    | Stany Zjednoczone | 2016   | 1  | 0 | 2  | 0 | —       | — | — | 3  | 0 |
| Ogółem | Ogółem            | Ogółem | 16 | 0 | 10 | 0 | ZP + MŚ | 7 | 1 | 33 | 1 |

- ZP – Złoty Puchar CONCACAF
- MŚ – Mistrzostwa Świata